# Fjuksön
Fjuksön is een van de eilanden van de de Lule-archipel. De Lule-archipel ligt in het noorden van de Botnische Golf en hoort bij Zweden. Er komt bij inlandige wind mist boven Fjuksön te hangen. Dat fenomeen werd in de streken rond Luleå Hä Fjeuk genoemd en daar komt de naam Fjuksön vandaan. Alhoewel een relatief groot eiland is er maar weinig bebouwing. Het eiland is ontstaan uit het samensmelten van een aantal scheren, wat bij de landbouw nog steeds problemen veroorzaakt. Het eiland is nergens 30 meter boven de zeespiegel. Het staat bekend omdat er veel stranden zijn. Het is economisch gebonden aan het eiland Hindersön, dat meer naar het zuiden ligt.